# József Bozsik
József Bozsik, né le 28 novembre 1925 à Kispest (Budapest) et mort le 31 mai 1978 à Budapest, était un footballeur hongrois surnommé Cucu (prononcé « tsoutsou »). Il jouait au poste de milieu de terrain.

## Biographie
Il fait partie de la grande équipe de Hongrie des années 1950 aux côtés des Puskás ou Kocsis, dans laquelle il totalise 101 sélections et 11 buts. 
Il remporte un titre olympique et dispute une finale de Coupe du monde perdue contre la RFA en 1954, et prend également part aux deux victoires historiques contre l'Angleterre (6-3 et 7-1). Il est aussi connu pour avoir pris part comme capitaine à la rencontre contre le Brésil connue sous le nom de « bataille de Berne », au cours de laquelle il a été exclu.
Il est également membre de l'Assemblée nationale de Hongrie de 1950 à 1953, puis de 1953 à 1957.
József Bozsik décède à l'âge de 52 ans, à la suite d'une insuffisance cardiaque.

## Carrière
- 1938-1944 : Kispesti FC (Hongrie).
- 1944-1944 : Pilisi Levente SE (Hongrie).
- 1945-1949 : Kispesti AC (Hongrie).
- 1949-1962 : Budapest Honvéd (Hongrie).

## Palmarès
- 101 sélections et 11 buts avec l'équipe de Hongrie entre 1947 et 1962[2].
- Champion Olympique : 1952 (Hongrie).
- Finaliste de la Coupe du monde : 1954 (Hongrie).
- Vainqueur de la Coupe Mitropa : 1959 (Budapest Honvéd).
- Champion de Hongrie : 1950, 1951, 1952, 1954 et 1955 (Budapest Honvéd).
- Vainqueur de la Coupe de Hongrie : 1955 (Budapest Honvéd).